# Käru kommun
Käru kommun var en kommun i Estland. Den låg i landskapet Raplamaa, 70 km söder om huvudstaden Tallinn. Centralort var Käru. I samband med kommunreformen 2017 uppgick kommunen i Türi kommun och överfördes samtidigt till landskapet Järvamaa. 
Trakten ingår i den hemiboreala klimatzonen. Årsmedeltemperaturen i trakten är 3 °C. Den varmaste månaden är juli, då medeltemperaturen är 18 °C, och den kallaste är februari, med −12 °C.